# 王連 (空軍司令官)
王 連（朝鮮語：ワン・リョン、왕련、中国語：ワン・リエン、王连）は、朝鮮民主主義人民共和国の軍人。延安派に所属。資料によっては王漣（王涟）、王璉（王琏）とも表記される。朝鮮人民軍空軍の創設者の1人。朝鮮族作家金学鉄の妹婿。

## 経歴
1931年、東北人民革命軍密山遊撃隊隊員。1934年、東方勤労者共産大学とレーニン学院に留学。1935年4月、王を含む7人が選抜され、空軍医院で身体検査を受ける。1935年9月、チカロフ空軍第3航空学校に入学。1939年4月に卒業した。同年5月、劉風、李凡、王春と共にソ連から帰国して新疆省で活動。中国共産党駐新疆弁事処で設立された航空理論訓練班で学習。1940年、中国共産党中央委員会の指示で延安に行き、同地で航空活動に従事。1941年1月、機械工程学校が設立されると、劉風と共に助教となり、飛行訓練課を担当。同年10月、工程学校は抗日軍政大学第三分校と合併して工程隊となり、王は助教を担当した。1943年11月、中央軍事委員会作戦部空軍組（組長：王弼、副組長：常乾坤）参謀。1944年5月、第18集団軍総参謀部航空組（組長：王弼、副組長：常乾坤）組員。
1945年9月、中央の指示により、航空学校創設員として王弼、劉風、蔡雲翔と共に東北部に赴く。1946年5月、東北民主連軍航空学校飛行教官訓練班を受ける。1947年春、帰国。1948年9月18日、第25飛行連隊長。1949年8月16日、第11飛行師団長。1950年5月末、作戦局長兪成哲上級大佐の要請でソ連軍顧問の作成した作戦計画の翻訳に携わった。
1951年1月、航空司令部が発足すると司令官に任命。同年3月15日、遼寧省安東（現在の丹東市）に置かれた中朝空軍連合司令部の第一副司令員を兼任する。1952年末、金浦飛行場を夜間襲撃するように命令を受けるが失敗に終わり、作戦結果を虚偽報告した理由で司令官を解任される。後任には海軍司令官の韓一武がついた。1958年2月5日、国旗勲章第1級を受章。
1958年、クーデター計画の容疑で逮捕される。その後の消息については不明。

## 人物
アメリカ情報部の情報資料ファイルによれば、北朝鮮空軍創設者の1人であり、部下から好かれていた。また中国語、ロシア語、日本語を話すことができた。そのうち中国語とロシア語は読み書きと流暢に話すことができた。非常に熱心な共産主義者であると言われている。